# 迈克尔·范德弗勒滕
迈克尔·范德弗勒滕（荷蘭語：Maikel van der Vleuten，1988年2月10日—），荷兰男子马术运动员，2012年夏季奥林匹克运动会团体场地障碍赛银牌得主、2020年夏季奥林匹克运动会个人场地障碍赛铜牌得主、2024年夏季奥林匹克运动会个人场地障碍赛铜牌得主。